# Sint-Jozef en Lambertuskerk
De Parochiekerk Sint-Jozef - Sint Lambertus bevindt zich naast het oude gemeentehuis van Heverlee in de Belgische provincie Vlaams-Brabant. De kerk werd tussen 1878 en 1880 gebouwd en is ontworpen in een neoromaanse stijl.  

## Geschiedenis
De geschiedenis van de kerk brengt gaat terug tot de verre 8-ste eeuw waarin de eerste vermoedelijk houten kapel in Heverlee is ontstaan. Het historische verhaal gaat dat Sint-Hubertus de kapel inzegende net voor zijn dood in Tervuren ter ere van Sint-Lambertus. De stenen Sint-Lambertuskapel werd in de twaalfde eeuw gebouwd in het park van de hertogen van Croij, die later de hertogen van Arenberg werden. De pastoor van deze kapel was de pastoor van Oud-Heverlee. 
In 1757 werd de abdij van Park de beheerder van de onafhankelijke parochie en na vijf jaar werd een nieuwe, barokke, kerk gebouwd in het centrum dicht bij de pastorie.

### Demografische groei
Later zorgde de aanleg van de spoorweg tussen Leuven en Waver voor een bevolkingsstijging zodat de kerk te klein werd. Augustus Ruelens en de kerkraad besloten een nieuwe kerk te bouwen bij de bestaande omdat vergroten van de kerk geen mogelijkheid was omwille van felle kritiek. De eerste steen werd op 20 oktober 1876 gelegd. Het werk duurde drie jaren. De nieuwe kerk in neo-romaanse stijl werd ontworpen door de architect Louis van Arenberg (geen bloedverwant van de Hertog). Ze is officieel in gebruik genomen op 4 oktober 1880.

### Tweede Wereldoorlog en nasleep
De meeste glasramen werden tijdens de Tweede Wereldoorlog verwoest. Daarna werden de herstellingswerken in 1952 verricht. Een restauratie begon in 1963-1964 omdat het op verschillende plaatsen binnen regende. Deken Gerard Verdee restaureerde in 1963-64 de kerk en bouwde een nieuwe weekkapel, kooromgang en sacristie. In die jaren werd de kerk geschikt gemaakt voor de behoeften van de liturgie na het Tweede Vaticaans concilie en er kwam in het midden een nieuw wit-marmeren  altaarpodium. Pater Jeroen adviseerde om het kerkinterieur en de gewelven in een warm oranje te schilderen

### Jaren negentig
In 1994 liet deken John van Echelpoelwerd een adema-orgel overbrengen uit een afgebroken Amsterdamse kapel. In de kerk hangt een iconen-kruis geschilderd door de iconograaf uit Gent Joris van Ael. De patroon van de kerk staat bovenaan het kruis samen met Christus pantocrator en onderaan zit Sint-Lambertus.

## Renovatie
De kerk is als monument niet beschermd maar staat op de lijst van bouwkundig erfgoed. Voor de buurt is de kerk waardevol en beeldbepalend. Het dak was in slechte staat en houten dakspanten waren rot. In 2001 viel in de linker kruisbeuk en een deel van het pleisterwerk van het plafond naar beneden waardoor een grondige renovatie dringend nodig was. Het restauratiedossier (opgesteld door de architecten Luc De Backer en Veerle Nys uit Ternat) werd aan de gemeenteraad voorgelegd op 29 november 2010. Er was veel werk aan de winkel omdat ook de voegen van de bakstenen muren in slechte staat waren. Tijdens de eerste restauratiefase werd het dak gerenoveerd. Die renovatie omvatte de vervanging van de leien en de aangetaste houten gebinten. Daarna werd het gewelf opnieuw bepleisterd. De bliksemafleider werd vervangen. De kostprijs van de eerste fase werd op 980.000 euro geschat. Het Vlaams Gewest betaalde dertig procent van de kosten, de stad betaalde de rest. Achteraf werd het glas in lood, de buitenmuren en de centrale verwarming aangepakt. .

## Externe bronnen
- MERTENS J. (1969). Archeologische opgravingen in de Sint-Lambertuskapel te Heverlee, in: Archaeologia Belgica, Vol. 115.
- VLAAMSE OVERHEID. Inventarisatie van het onroerend erfgoed: ORGELS.